# Źródło reokreniczne
Źródło reokreniczne, źródło reokrenowe – źródło, w którym woda natychmiast odpływa z miejsca wzdłuż nachylenia terenu. Takie źródła często są początkiem cieków wodnych.
Miejsce wypływu oraz dno odpływów pokryte jest przemytym piaskiem lub kamieniami. Nurt wody jest na tyle szybki, że niemożliwa jest akumulacja osadów organicznych. 